# Parenoplus edentatus
Parenoplus edentatus is een rondwormensoort uit de familie van de Thoracostomopsidae.